# Паларуви (водопад)
Паларуви (малаял. പാലരുവി വെള്ളച്ചാട്ടം) — водопад на реке Каллада.
Водопад однокаскадный, имеет высоту 91 м и расположен в округе Коллам штата Керала Это 40-й по высоте водопад страны и один из высочайших в штате.
Паларуви расположен в 4 км от границы с Тамил-Наду, в 35 км от Пуналура, 75 км от Коллама и 152 км от Тируванантапурама.
В переводе с малаялам название водопада переводится примерно как «падающее молоко».